# Mount Horeb (Wisconsin)
Mount Horeb es una villa ubicada en el condado de Dane en el estado estadounidense de Wisconsin. En el Censo de 2010 tenía una población de 7.009 habitantes y una densidad poblacional de 833,7 personas por km².

## Geografía
Mount Horeb se encuentra ubicada en las coordenadas 43°0′22″N 89°43′51″O / 43.00611, -89.73083. Según la Oficina del Censo de los Estados Unidos, Mount Horeb tiene una superficie total de 8.41 km², de la cual 8.41 km² corresponden a tierra firme y (0%) 0 km² es agua.

## Demografía
Según el censo de 2010, había 7.009 personas residiendo en Mount Horeb. La densidad de población era de 833,7 hab./km². De los 7.009 habitantes, Mount Horeb estaba compuesto por el 96.05% blancos, el 0.83% eran afroamericanos, el 0.23% eran amerindios, el 0.6% eran asiáticos, el 0.01% eran isleños del Pacífico, el 0.53% eran de otras razas y el 1.75% pertenecían a dos o más razas. Del total de la población el 1.66% eran hispanos o latinos de cualquier raza.